# Kerkhof van Stapel
Het Kerkhof van Stapel is een begraafplaats in de Franse gemeente Stapel (Frans:Staple) in het Noorderdepartement. Het kerkhof ligt in het dorpscentrum rond de Sint-Audomaruskerk en wordt omsloten door een haag.

## Oorlogsgraf
Op het kerkhof ligt het graf van een Britse gesneuvelde uit de Eerste Wereldoorlog. Het graf is van Charlie Hillman, soldaat bij het New Zealand Maori Battalion. Hij sneuvelde op 20 augustus 1916. Zijn graf wordt onderhouden door de Commonwealth War Graves Commission en staat er geregistreerd onder Staple Churchyard.